# Rossignol Wood Cemetery
Le Rossignol Wood Cemetery (cimetière du bois du rossignol) est un cimetière militaire de la Première Guerre mondiale, situé sur le territoire de la commune d'Hébuterne, dans le département du Pas-de-Calais, au sud d'Arras.

## Localisation
Ce cimetière est situé à 2 km a à l'est du village, le long de la D 6 qui relie Gommecourt à Puisieux. Un autre cimetière britannique, le Owl Trench Cemetery, est situé à 200 m à l'est, du même côté de la route.

## Histoire

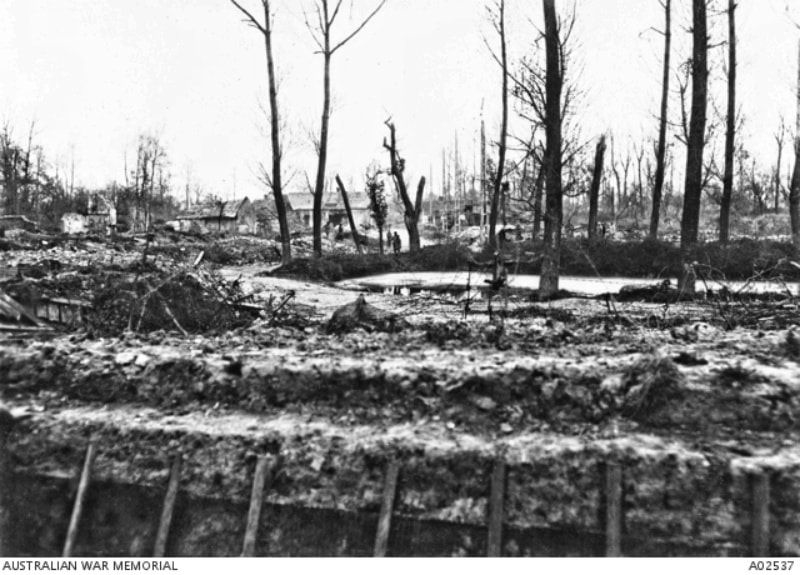
Les ruines du village en mai 1918.

Le village d'Hébuterne resta aux mains des Alliés de mars 1915 à l'armistice, bien que lors des avancées allemandes de l'été 1918, il fut pratiquement en première ligne. Le bois de Rossignol est pris par les Allemands fin mars 1918 et récupéré au mois de juillet suivant. Le cimetière a été commencé en mars 1917, par la 46e Division Burial Officer, à environ 350 mètres à l'ouest du bois.
Le cimetière contient 41 sépultures du Commonwealth de la Première Guerre mondiale, dont deux non identifiées. Il y a aussi 70 sépultures de guerre allemandes, dont 42 non identifiées, disposées en sept rangées de dix tombes dans la partie est du cimetière et qui ont été apportées après l'armistice des champs de bataille immédiatement au sud et au sud-ouest du cimetière.

## Caractéristiques
Ce cimetière a un plan rectangulaire de 30 m sur 20 et est clos par un muret de moellons. Le cimetière a été conçu par N.A. Rew.

## Galerie

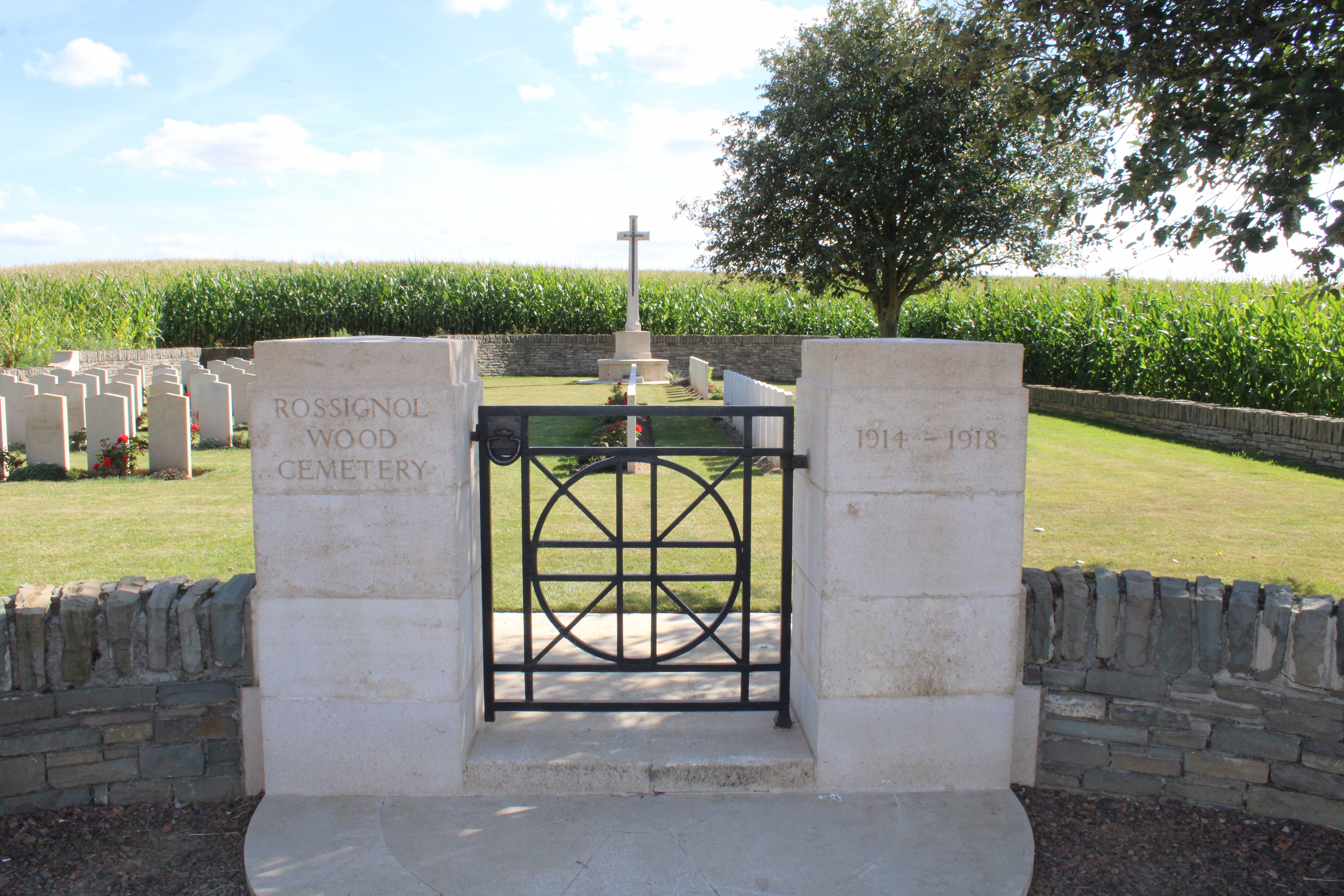
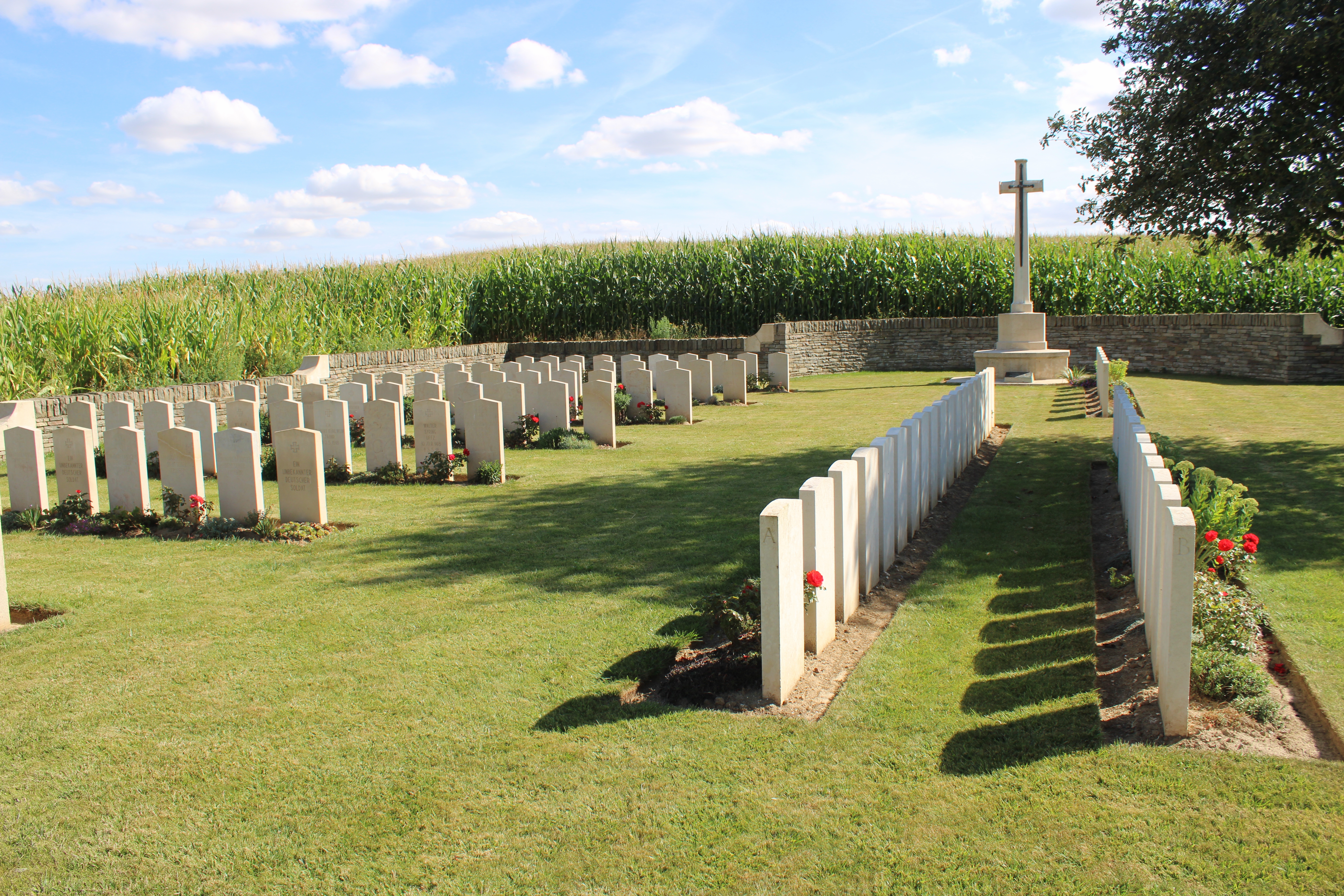
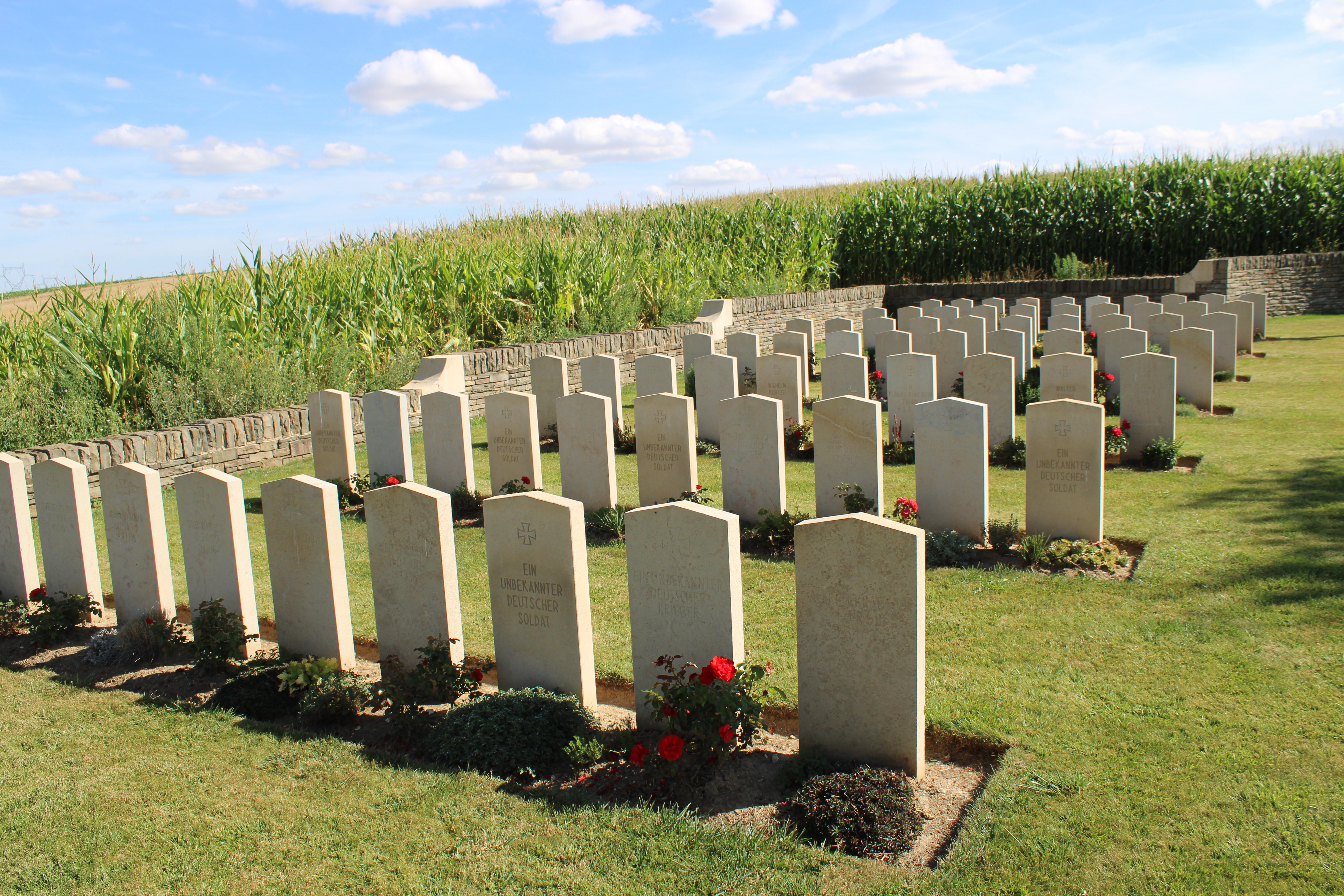
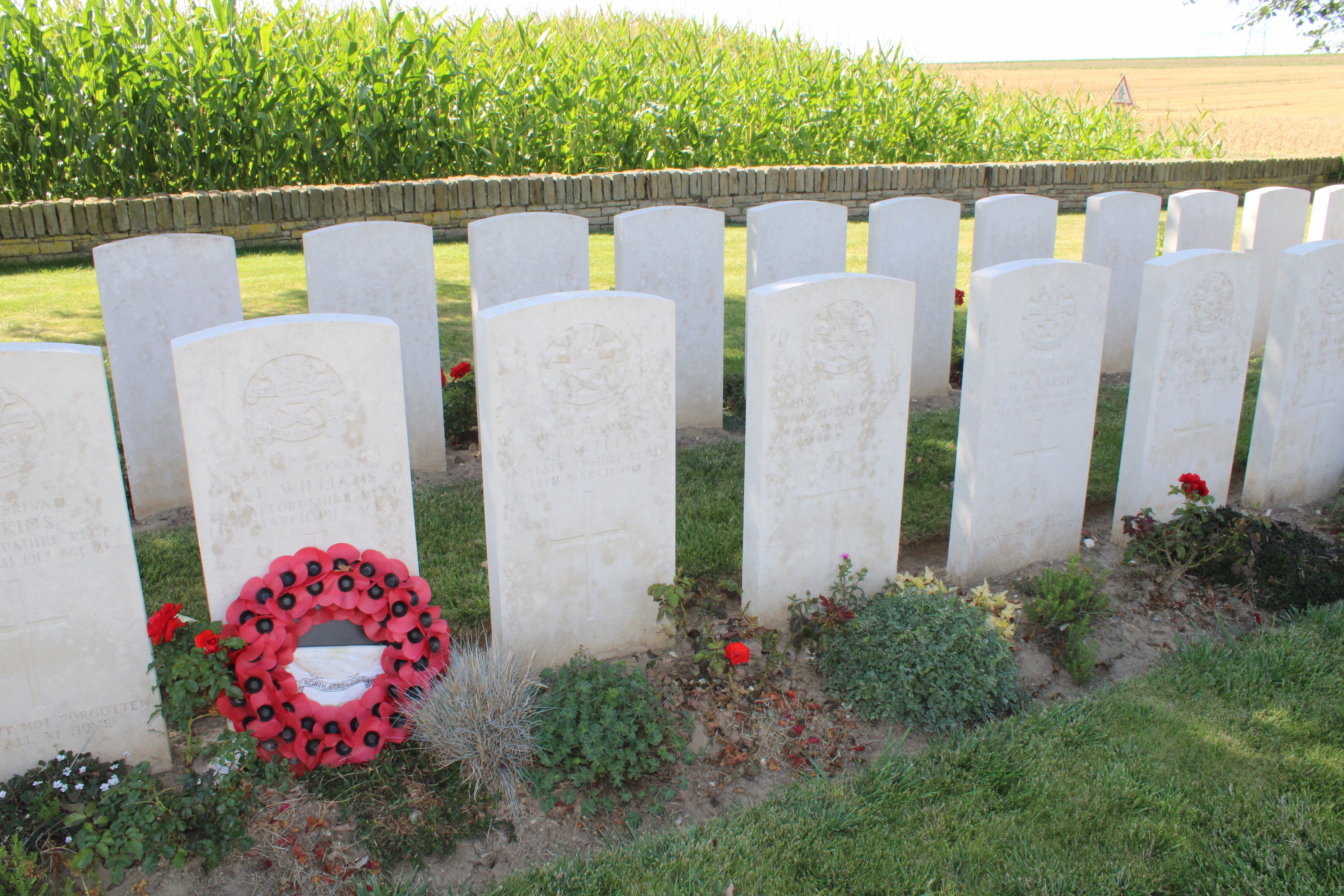
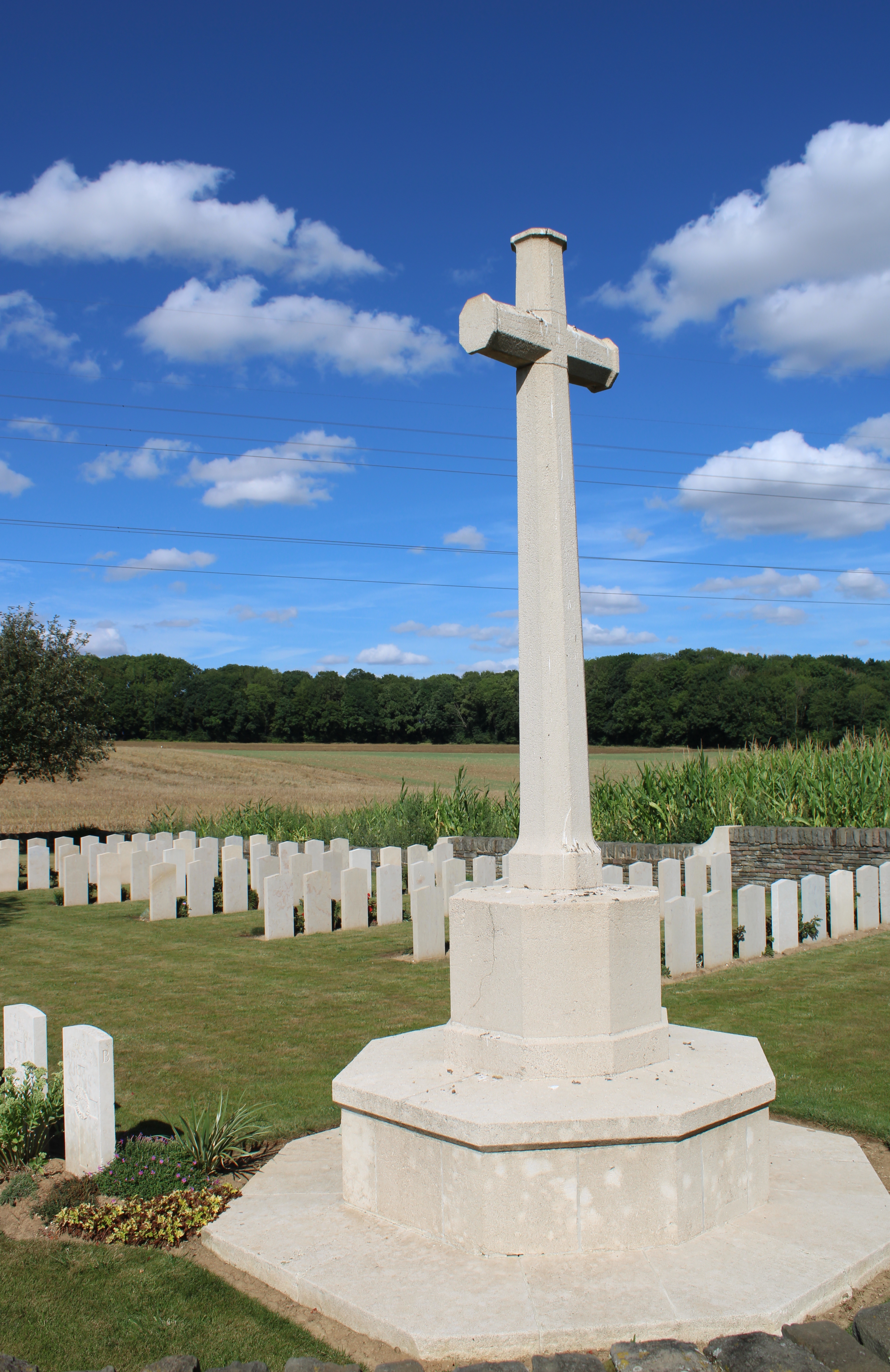
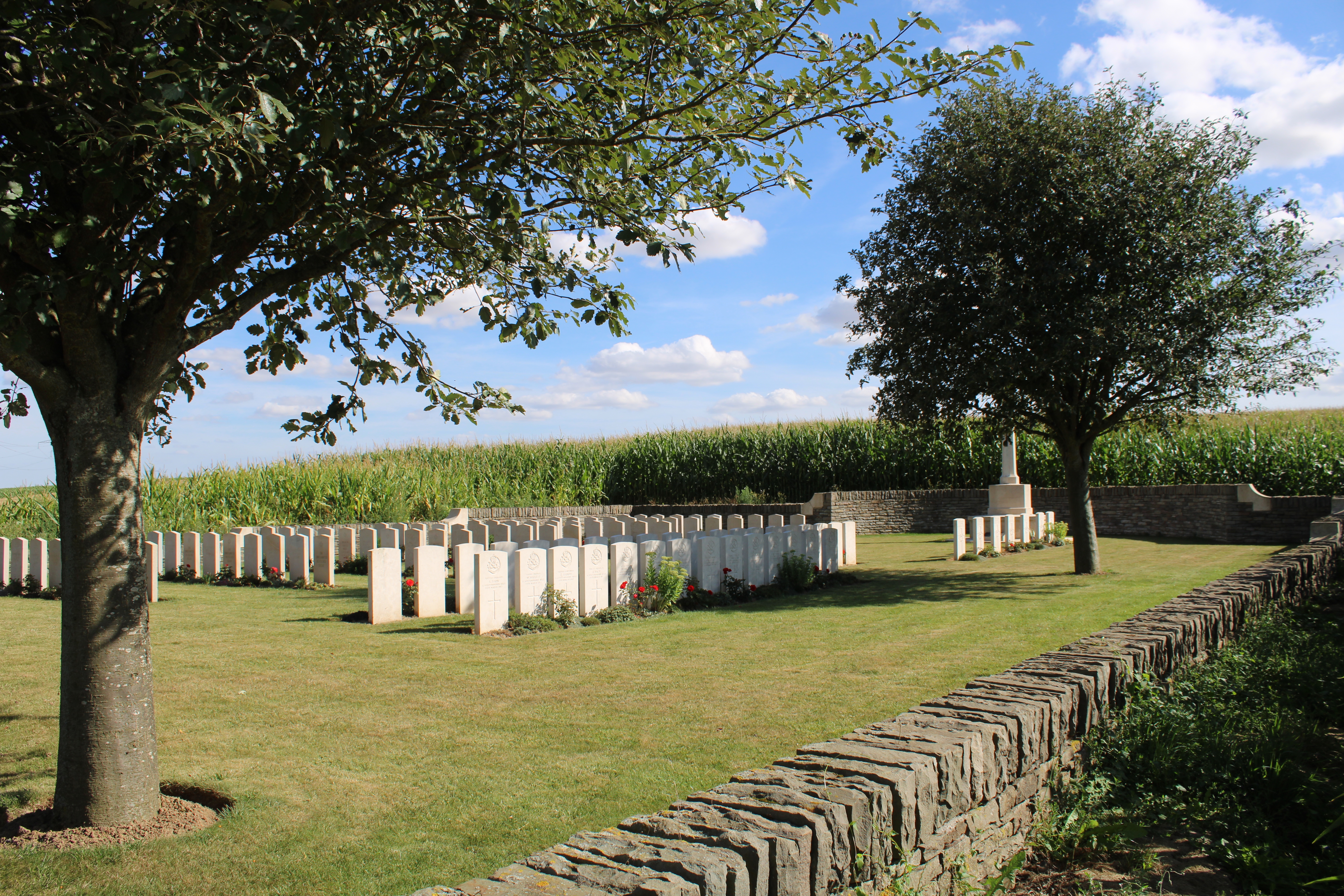

## Sépultures
| Pays        | Sépultures |
| ----------- | ---------- |
| Royaume-Uni | 41         |
| Allemagne   | 70         |
| Total       | 111        |

## Pour approfondir